# Governatorato di Kiev
Il governatorato di Kiev era una gubernija dell'Impero russo. Il capoluogo era Kiev.

## Popolazione
Secondo il censimento russo del 1897 nel governatorato vi abitavano 3.559.229 persone. Di questi, 459.253 vivevano in città, i restanti invece nelle vaste campagne. L'ucraino era parlato da 2.819.145 persone, ossia il 79.2% della popolazione. Le minoranze etniche più importanti erano gli ebrei, 430.489 persone (il 12.1% della popolazione), i russi che ammontavano a 209.427 unità (il 5.9% della popolazione) e 68.791 polacchi (1.9% del popolazione).